# Veelbloemige roos
De veelbloemige roos (Rosa multiflora, synoniem: Rosa polyantha) is een veelbloemige, wilde rozensoort afkomstig uit Oost-Azië. Deze roos groeit wild in Noord-China, Korea en Japan en was in Europa al voor 1869 bekend. Met deze roos zijn in de rozenteelt een groot aantal cultivars (onder andere een deel van de ramblerrozen) gekweekt, vooral vanwege haar vermogen om te klimmen en om veel bloemen in trossen voort te brengen. Ze is een van de ouders van de multiflora-hybriden en de polyantharozen. Deze roos wordt, omdat ze zure bodems verdraagt, ook vaak gebruikt als ent-onderstam voor andere rozen. Daardoor is ze soms in oude, verwilderde tuinen aan te treffen waar ze heeft overleefd, hoewel de ent al lang is afgestorven. R. multiflora werd voor het eerst benoemd door de Zweedse natuuronderzoeker Carl Peter Thunberg in 1784. Ze wordt ingedeeld bij Rosa sectie Synstylae. De roos is in België en Nederland winterhard en komt hier aangeplant of verwilderd als neofyt voor.

## Beschrijving
R. multiflora is een krachtig groeiende struik die tot 3 meter hoog kan worden en waarvan de takken, als ze steun vinden, ook tot 5 meter hoog in een boom kunnen woekeren in concurrentie om licht. De relatief dunne, buigzame takken zijn rood- of bruinachtig groen en hebben de neiging zich vanaf een bepaalde lengte naar beneden te buigen. Wanneer de overhangende takken de grond raken schieten ze wortels. De takken dragen geen of maar weinig kromme, verspreid staande stekels.
Het blad is geveerd en 5 tot 10 centimeter lang met meestal zeven of negen blaadjes per blad. De bladstand is afwisselend met aan de voet van de bladsteel diep ingesneden, gewimperde steunblaadjes. De blaadjes zijn omgekeerd-eirond tot elliptisch met een lengte van 1,5 tot 5 centimeter. Aan de bladtop zijn ze spits en de bladrand is gezaagd. De bovenzijde van de blaadjes is glanzend groen, de onderzijde matgroen en meestal behaard.
R. multiflora bloeit slechts eenmaal per jaar in juni-juli op meerjarig hout. De kleine, witte, enkelvoudige bloemen met een diameter van 1 tot 2 centimeter bloeien in grote, pluimvormige (soms tuilvormige) trossen. De stijlen van de bloemen zijn vergroeid tot een slank zuiltje.
De oranjerode, rijpe rozenbottels zijn bolvormig en hebben een diameter van 5 tot 7 millimeter. De nootjes zijn vrijwel kaal.

## Afbeeldingen

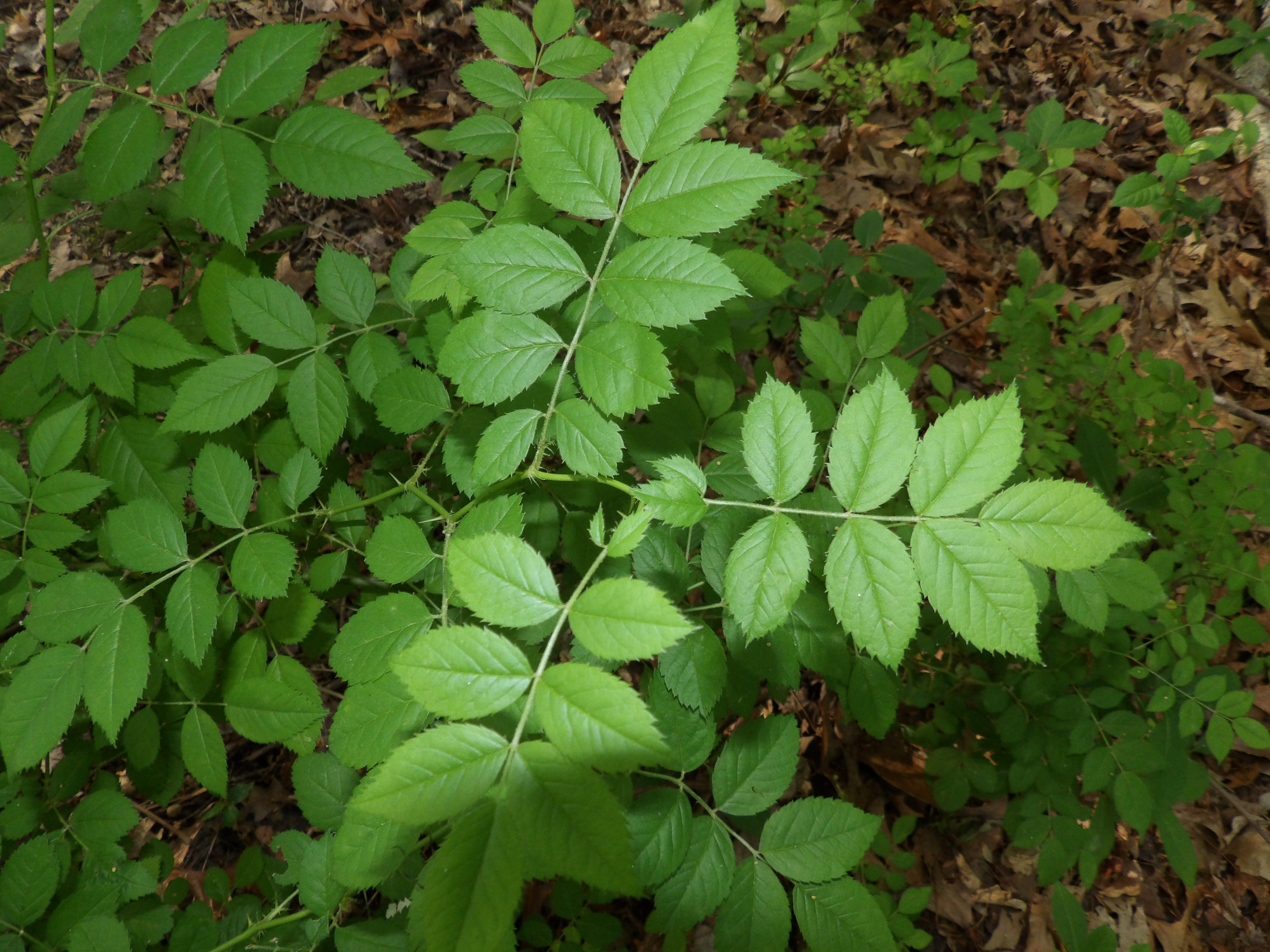
Blad
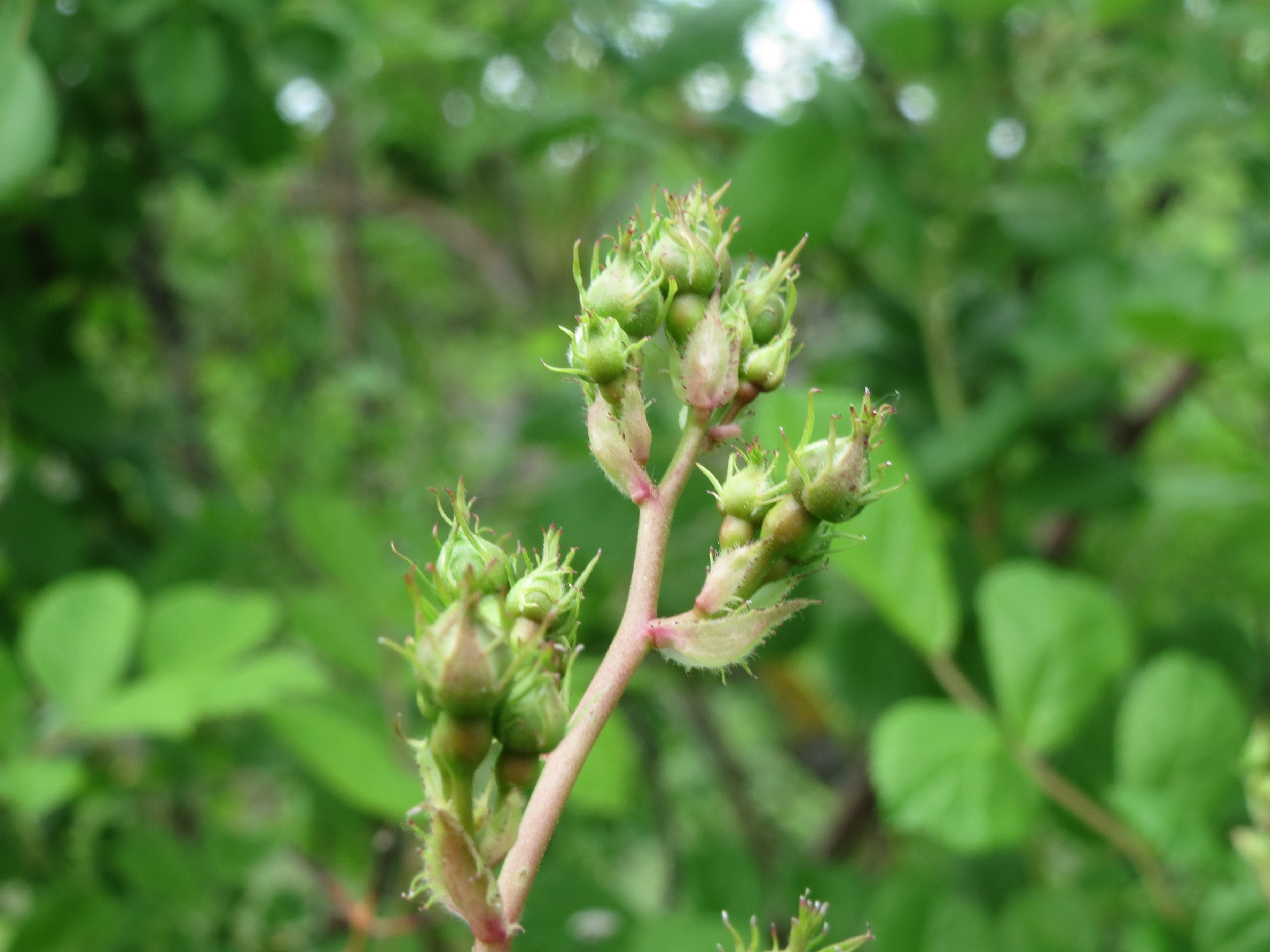
Bloemknoppen
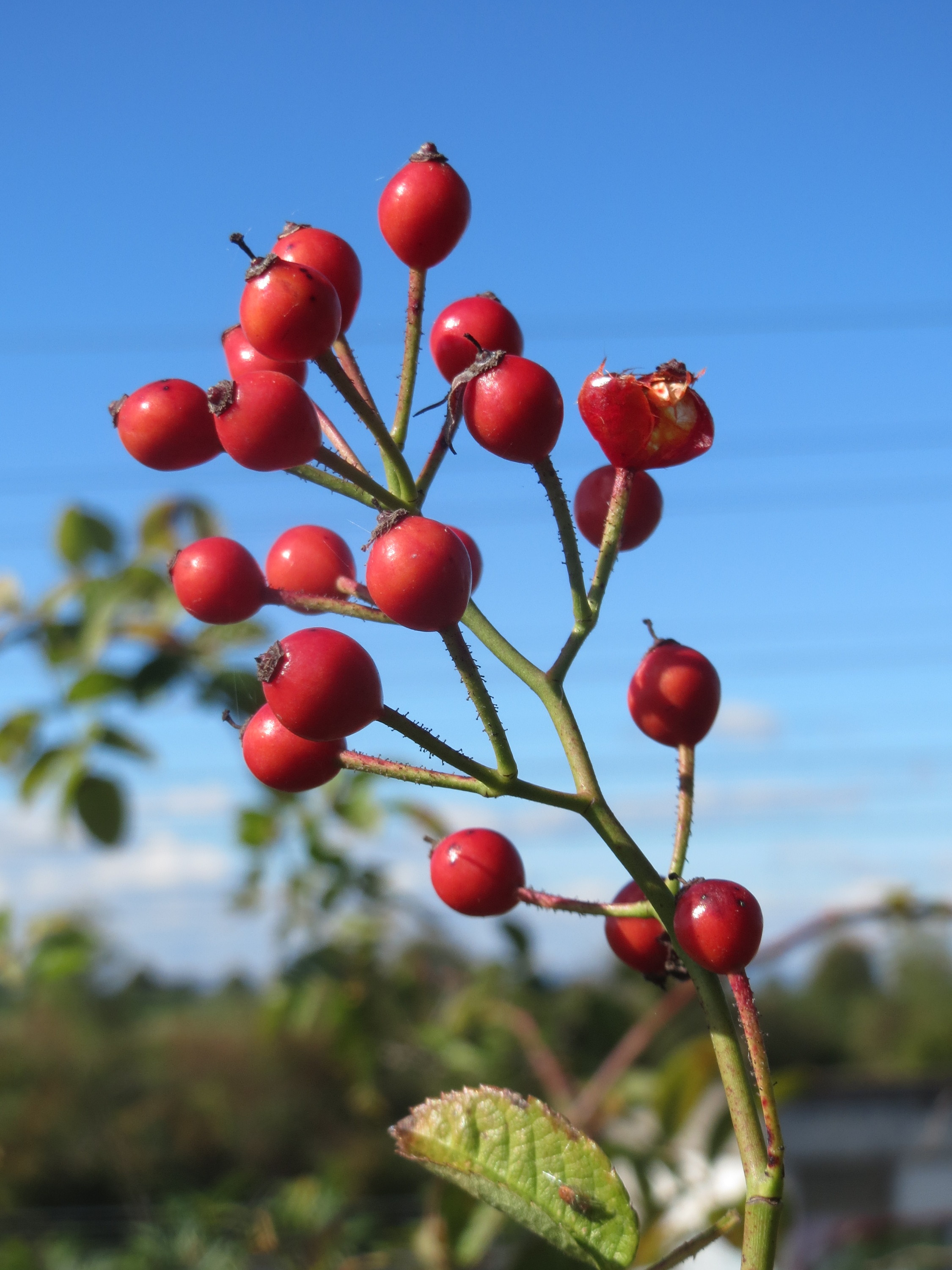
Rozenbottels
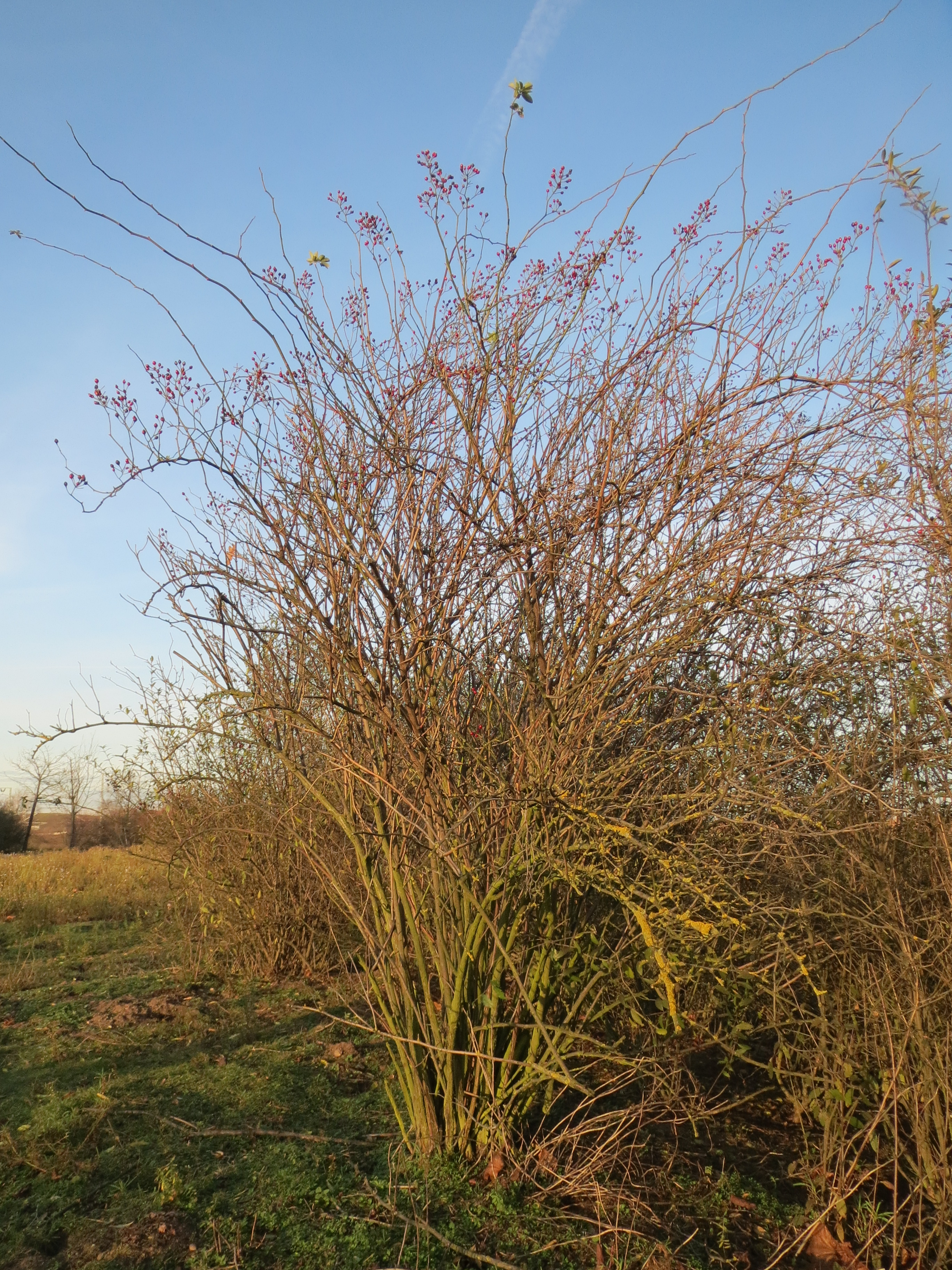
Kale struik